# Sally Pearson
Pour les articles homonymes, voir Pearson.
Sally Pearson (née McLellan le 19 septembre 1986 à Sydney) est une athlète australienne, spécialiste du 100 mètres haies, championne du monde en 2011 à Daegu et en 2017 à Londres. Elle est également championne olympique en 2012 à Londres.

## Biographie

### Débuts
Sally McLellan nait à Sydney le 19 septembre 1986 avant de se fixer avec sa famille dans la Gold Coast à l'âge de huit ans. Elle est remarquée à l'école primaire par Sharon Hannan, son actuel entraineur Elle s'affirme en 2001, à 14 ans, en remportant le 100 mètres des championnats d'Australie juniors Éloignée des pistes en 2002 sur blessure, elle fait ses débuts internationaux aux Championnats du monde d'athlétisme jeunesse 2003 à Sherbrooke au Canada où elle décroche le titre du 100 mètres haies. Le mois suivant, à seize ans seulement, elle représente l'Australie lors des championnats du monde de Paris en tant que membre de l'équipe du relais 4 × 100 mètres. En 2004, elle remporte la médaille de bronze du 100 m lors des Championnats du monde juniors de Grosseto, et manque de peu le podium sur 100 mètres haies.
Aux Jeux du Commonwealth de 2006, à Melbourne, Sally McLellan heurte une haie et chute lors de la finale du 100 mètres haies. En 2007, sur 100 m et sur 100 m haies, elle se qualifie pour les demi-finales des championnats du monde d'Osaka. À l'approche des Jeux olympiques d'été de 2008, elle décide de se concentrer uniquement sur les haies. Cette option s'avère payante puisqu'elle s'empare de la médaille d'argent dans un final dramatique où Lolo Jones, la favorite de la course, trébuche et où une photo-finish est nécessaire pour départager les médaillées. Dawn Harper s'impose en 12 s 54, devant McLellan (12 s 64) et Priscilla Lopes-Schliep (12 s 64).
Sally McLellan est dans une forme ascendante lors de la saison européenne des meetings, en 2009, en remportant cinq des sept courses qu'elle dispute, et en battant le record d'Australie et le record d'Océanie du 100 m haies lors du meeting Herculis de Monaco. En 12 s 50, elle améliore de 0,03 s le record qu'elle avait établi l'année précédente lors du même meeting. Toutefois, gênée par des spasmes au dos à l'approche des championnats du monde 2009 de Berlin, elle ne se classe que 5e de la finale du 100 m haies.

### Jeux du Commonwealth de 2010
Elle se marie à Kieran Pearson le 3 avril 2010 et change de nom à cette occasion.
Aux Jeux du Commonwealth de 2010 de New Delhi, Pearson s'aligne sur 100 m plat et sur 100 m haies. En finale du 100 m, elle effectue un faux départ, avec la Britannique Laura Turner, mais est autorisée à recourir. Lors de cette deuxième course, l'Australienne décroche l'or en 11 s 28. Cependant, une contestation est déposée après la course, entrainant la disqualification de l'Australienne (et de Laura Turner), Trois jours plus tard, elle remporte l'or sur 100 m haies en 12 s 67 Pearson est également, de façon controversée, intégrée à l'équipe australienne pour la finale du 4 × 400 m, épreuve dans laquelle elle n'était pas entrainée, et s'effondre après avoir couru son tour de piste ; l'équipe australienne terminera finalement à la cinquième place.
Au début de la saison suivante, elle remporte le 100 m, 200 m et 100 m haies des Championnats d'Australie et devient à cette occasion la première athlète féminine australienne à remporter trois titres nationaux lors du même événement depuis Pam Kilborn en 1968.

### Premier titre mondial

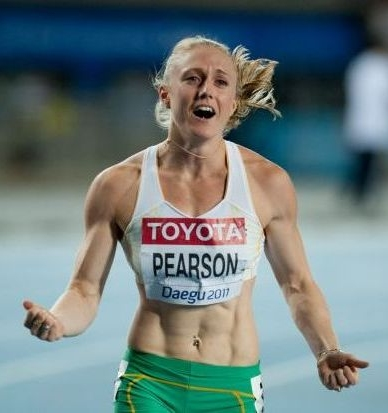
Sally Pearson lors des Championnats du monde 2011

Sally Pearson remporte trois victoires consécutives à l'occasion de la Ligue de diamant 2011. Vainqueur à Lausanne en 12 s 47 avec un vent de 3,3 m/s, elle s'impose lors du meeting du British Grand Prix de Birmingham en 12 s 48 (+0,7 m/s) et établit un nouveau record d'Océanie ainsi que la meilleure performance mondiale provisoire de l'année. Elle confirme son rang en remportant fin juillet le meeting Herculis de Monaco en 12 s 51 (+0,9 m/s), devant l'Américaine Kellie Wells et la Britannique Tiffany Ofili.
Figurant parmi les favorites des Championnats du monde de Daegu, fin août 2011, elle remporte la finale du 100 m haies en 12 s 28 (+1,1 m/s), améliorant le record d'Australie, d'Océanie et des Championnats. Devançant largement les deux Américaines Danielle Carruthers et Dawn Harper (12 s 47), Sally Pearson devient la quatrième athlète la plus rapide de tous les temps sur 100 m haies après les Bulgares Yordanka Donkova (12 s 21) et Ginka Zagorcheva (12 s 25), ainsi que la Russe Ludmila Engquist (12 s 26). Elle dispute peu après les mondiaux le Mémorial Van Damme de Bruxelles, finale de la Ligue de diamant 2011, mais doit laisser la victoire finale à l'Américaine Danielle Carruthers après avoir été victime d'une chute dans les derniers mètres.
Elle reçoit le Trophée IAAF de l'athlète de l'année 2011 en compagnie du Jamaïcain Usain Bolt.

### Titre olympique à Londres
En 2012, lors des Championnats du monde en salle d'Istanbul, Sally Pearson remporte le titre du 60 m haies en établissant avec 7 s 73 un nouveau record d'Océanie en salle ainsi que la meilleure performance mondiale de l'année. Elle devance sur le podium la Britannique Tiffany Porter et la Biélorusse Alina Talay.
Début juin 2012, lors des Bislett Games d'Oslo, 5e étape de la ligue de diamant 2012, elle remporte le 100 mètres haies en 12 s 49 (MPMA, record du meeting) devant Kristi Castlin (12 s 56, PB). Un mois plus tard, lors du Meeting Areva, l'Australienne signe le temps de 12 s 40, améliorant la meilleure performance mondiale de l'année. Toutefois, mi juillet, lors du London Grand Prix, 8e étape de la ligue de diamant 2012, elle est battue avec 12 s 59 par Kellie Wells (12 s 57), Ginnie Crawford complétant le podium.
Le 7 août, en finale du 100 mètres haies des Jeux de Londres, l'Australienne confirme son statut de numéro un mondiale et de grande favorite en s'imposant devant Dawn Harper (12 s 37) et Kellie Wells (12 s 48). Malgré des conditions météorologiques défavorables, elle établit un nouveau record olympique en 12 s 35 (-0,2 m/s), échouant à 14/100e du record mondial détenu depuis 1988 par la Bulgare Yordanka Donkova.

### Vice-championne du monde 2013

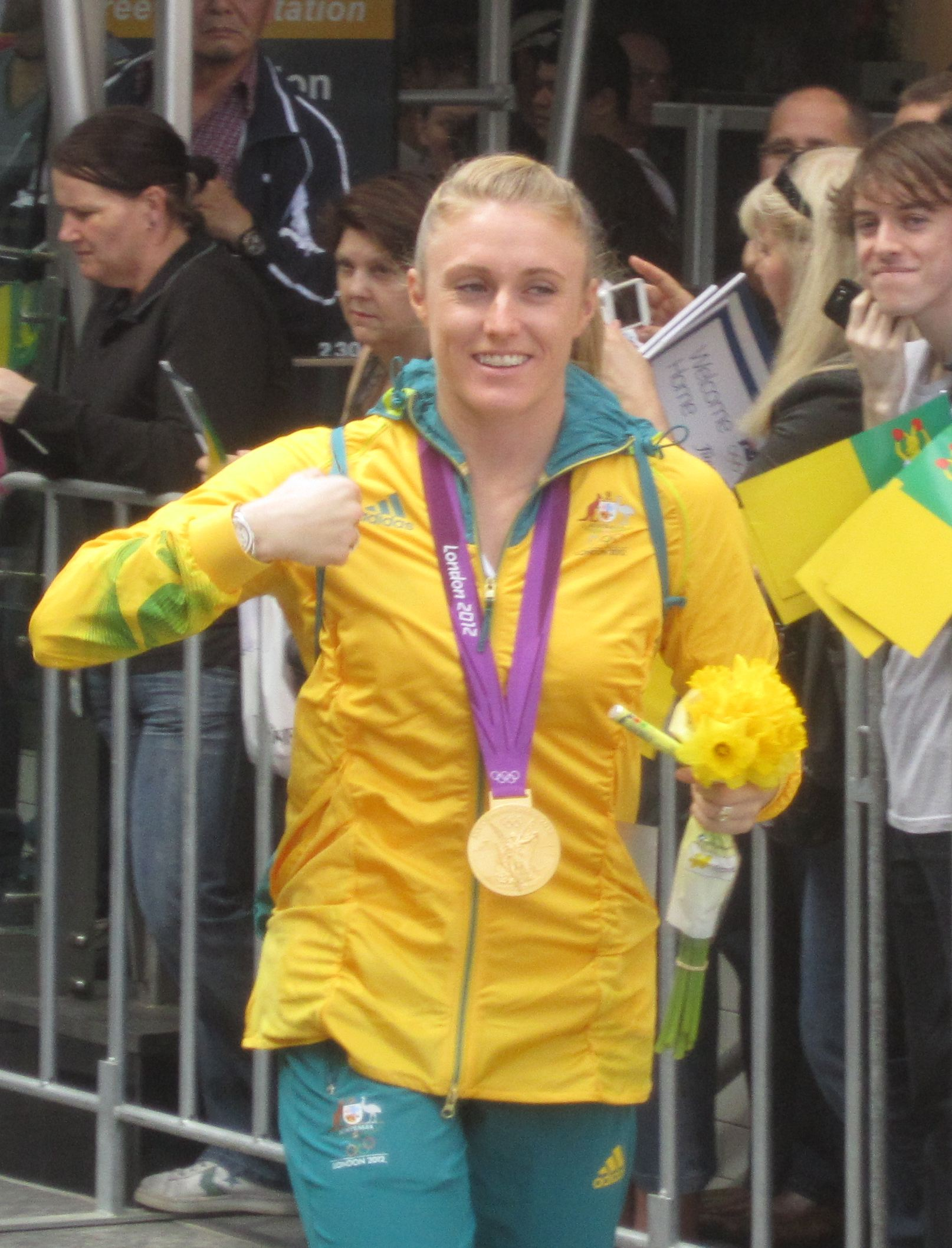
Sally Person en août 2012 à Brisbane lors du défilé des médaillés olympiques australiens.

Pearson n'a été battue que deux fois (en 29 courses) depuis septembre 2010. Alors qu'elle dominait la discipline depuis deux ans, une jeune américaine, Brianna Rollins, éclot en juin 2013 en finale des sélections américaines pour les Mondiaux 2013 et menace la suprématie de l'Australienne. Rollins améliore de 07/100 le record des États-Unis, détenu depuis treize ans par Gail Devers et égale la quatrième performance de l'histoire en 12 s 26 dans un vent légal de 1,2 m/s. « On dirait qu'il va falloir que je sois à top niveau aux Mondiaux cette année », a d'ailleurs tweeté Pearson quelques minutes après l'exploit de Rollins.
Le 8 juillet, elle est battue par Yvette Lewis au Meeting de Sotteville-lès-Rouen. En août suivant, elle se rend aux championnats du monde de Moscou où elle remporte sa série en 12 s 62 (SB), puis sa demi-finale (12 s 50). En finale, Pearson est battue par Brianna Rollins en réalisant 12 s 50 (=SB), contre 12 s 44 pour l'Américaine. Elle ne conserve donc pas son titre acquis deux ans plus tôt à Daegu.
Elle se classe en fin de saison 3e du classement général de la ligue de diamant derrière Dawn Harper et Tiffany Porter.

### Vice-championne du monde en salle 2014
En 2014 lors des championnats du monde en salle à Sopot, alors qu'elle est favorite pour remporter un nouveau titre mondial en salle grâce aux 7 s 79 réalisés en série et en demi-finale, Pearson s'empare finalement de l'argent avec 7 s 85, derrière l'Américaine Nia Ali qui égale son record personnel (7 s 80). La Britannique Tiffany Porter décroche le bronze (7 s 87).
La saison estivale de Sally Pearson reste néanmoins en deçà de celles connues de 2011 à 2013. Bien qu'elle ait conservée son titre du 100 m haies lors des Jeux du Commonwealth de Glasgow (12 s 67), son meilleur temps de la saison ne se situe qu'à 12 s 59 (22 février à Brisbane). Cette performance est son moins bon résultat depuis 2007 et ses 12 s 71.

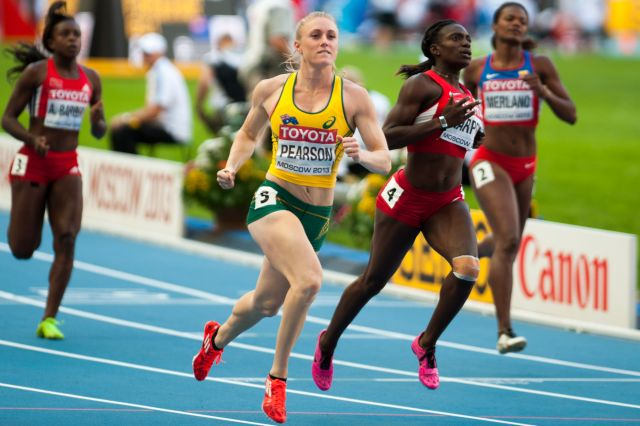
Sally Pearson lors des mondiaux 2013.

Dans le circuit de la ligue de diamant, l'Australienne ne se classe que 3e du Glasgow Grand Prix (12 s 87) et du British Grand Prix (12 s 85) et 2e de la finale lors du Weltklasse Zurich (12 s 71). Malgré ce faible nombre de podium, elle parvient à se classer 3e du classement général.

### blessure (2015), retour et2deblessure (2016)
Sally Pearson, en juin, chute lors de sa course du meeting de Rome, ce qui lui entraîne une blessure à un poignet : elle se fracture l'ulna ainsi que le radius, avec une luxation de l'articulation. Elle déclare, en conséquence, forfait pour le reste de sa saison ainsi que pour sa participation aux championnats du monde de Pékin. Durant sa saison en Australie, elle avait amélioré son record personnel au 200 m (22 s 97) et établit 12 s 59 sur 100 m haies.
Elle est nommée en avril 2016 capitaine de la délégation australienne pour les Jeux olympiques de Rio. Le 21 mai 2016, presque un an après sa blessure au meeting de Rome, Pearson reprend la compétition en 12 s 75. Elle se classe 6e du Meeting de Montreuil en 12 s 92 (+ 3,3 m/s). Fin juin, l'Australienne déclare forfait pour les Jeux olympiques à cause d'une blessure aux ischio-jambiers et aux tendons d'achille.

### Second titre mondial, à Londres (2017)

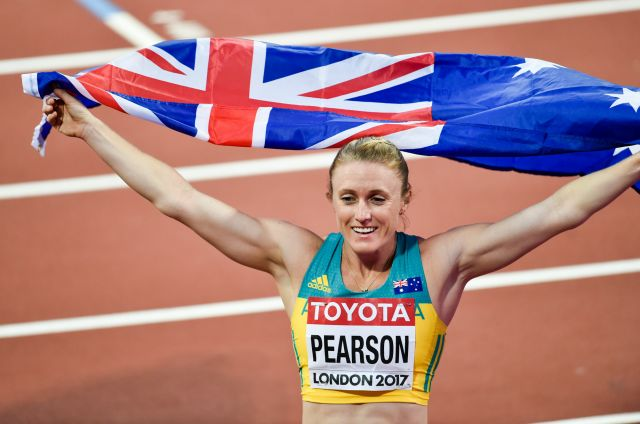
Pearson remporte son deuxième titre mondial, en 2017 à Londres.

Le 2 avril, Pearson redevient championne d'Australie avec 12 s 54 (+ 2,3 m/s), après avoir réalisé 12 s 74 en séries (+ 1,6 m/s), temps la qualifiant pour les Championnats du monde de Londres. Peu de temps avant, l'Australienne avait réalisé sa première saison en salle depuis 2014 qui avait affiché le retour en force de l'athlète : elle réalise par 3 fois le temps de 7 s 91, à Karlsruhe (2 fois) et Berlin où elle termine 3e des finales.
Le 9 juillet, Sally Pearson réussit son meilleur temps depuis 2012 en se classant deuxième du meeting de Londres en 12 s 48. Si elle ne remporte pas la course (battue par Kendra Harrison, 12 s 39), c'est néanmoins elle qui crée la sensation et l'engouement de cette course,,.
Le 11 août, l'Australienne remporte sa demi-finale des championnats du monde de Londres en 12 s 53, se qualifiant pour la finale. Le lendemain, 5 ans après son titre olympique dans ce même stade, Sally Pearson remporte la médaille d'or au terme d'une course sublime, en 12 s 59, devant Dawn Harper-Nelson (12 s 63) et Pamela Dutkiewicz (12 s 72). La recordwoman du monde Kendra Harrison, rivale de Pearson, se classe 4e. C'est le second titre pour l'australienne, après Daegu en 2011.
Le 24 août, lors du Weltklasse Zürich, étape finale de la Ligue de diamant et dans une nouvelle formule où le vainqueur de la finale remporte le trophée, Sally Pearson décroche enfin le titre en s'imposant avec 12 s 55, battant aux millièmes Sharika Nelvis.

### Saison 2018
La saison 2018 débute pour Sally Pearson en Australie sur 100 m haies. Le 13 janvier, elle court en 12 s 73, temps qu'elle trouve décevant sachant qu'elle souhaitait « courir aux alentours des 12 s 50 » mais dont elle se satisfait après avoir heurté très fortement 3 haies. Le 4 février, elle court en 12 s 68 (- 1,3 m/s) puis en 12 s 67 (+ 2,7 m/s), montrant son bon début de forme à moins d'un mois des championnats du monde en salle où elle sera présente sur 60 m haies. Le 17 février, elle remporte son 16e titre national en 12 s 73.
Le 3 mars, aux championnats du monde en salle de Birmingham, Pearson est éliminée au stade des demi-finales, malgré son meilleur temps de la saison en 7 s 92. C'est la première fois de l'histoire que 7 s 92 n'est pas suffisant pour entrer en finale. La finale se jouait à 7 s 91, soit un centième de mieux.
Le 4 avril, quelques jours avant le début des épreuves d'athlétisme, Sally Pearson annonce son forfait pour les Jeux du Commonwealth dont elle était favorite.

### Fin de carrière (2019)
Sally Pearson signe son retour à la compétition lors des championnats d'Australie : auteure de 12 s 99 en séries, elle déclare forfait en demi-finale, pour cause de fatigue.
Le 6 août 2019, elle annonce à la surprise générale la fin de sa carrière, admettant que son corps ne lui permet plus de rivaliser au plus haut niveau. Elle quitte le sport professionnel avec 2 médailles olympiques, 5 médailles mondiales et 3 médailles aux Jeux du Commonwealth,,.

## Palmarès

### International
| Date | Compétition                    | Lieu             | Résultat | Épreuve     | Temps         |
| ---- | ------------------------------ | ---------------- | -------- | ----------- | ------------- |
| 2003 | Championnats du monde cadets   | Sherbrooke       | 5e       | 200 m       | 24 s 01       |
| 2003 | Championnats du monde cadets   | Sherbrooke       | 1re      | 100 m haies | 13 s 42       |
| 2004 | Championnats du monde juniors  | Grosseto         | 3e       | 100 m       | 11 s 40       |
| 2004 | Championnats du monde juniors  | Grosseto         | 4e       | 100 m haies | 13 s 41       |
| 2004 | Championnats du monde juniors  | Grosseto         | 5e       | 4 x 100 m   | 45 s 10       |
| 2006 | Jeux du Commonwealth           | Melbourne        | 7e       | 100 m       | 11 s 50       |
| 2006 | Jeux du Commonwealth           | Melbourne        | 3e       | 4 x 100 m   | 44 s 25       |
| 2006 | Coupe du monde des nations     | Athènes          | 8e       | 100 m       | 11 s 44       |
| 2006 | Coupe du monde des nations     | Athènes          | 4e       | 100 m haies | 12 s 95       |
| 2008 | Jeux olympiques                | Pékin            | 2e       | 100 m haies | 12 s 64       |
| 2009 | Championnats du monde          | Berlin           | 5e       | 100 m haies | 12 s 70       |
| 2010 | Jeux du Commonwealth           | New Delhi        | finale   | 100 m       | DQ            |
| 2010 | Jeux du Commonwealth           | New Delhi        | 1re      | 100 m haies | 12 s 67       |
| 2010 | Jeux du Commonwealth           | New Delhi        | 4e       | 4 x 400 m   | 3 min 30 s 29 |
| 2010 | Coupe continentale             | Split            | 1re      | 100 m haies | 12 s 65       |
| 2011 | Championnats du monde          | Daegu            | 1re      | 100 m haies | 12 s 28       |
| 2012 | Championnats du monde en salle | Istanbul         | 1re      | 60 m haies  | 7 s 73        |
| 2012 | Jeux olympiques                | Londres          | 1re      | 100 m haies | 12 s 35       |
| 2013 | Championnats du monde          | Moscou           | 2e       | 100 m haies | 12 s 50       |
| 2014 | Championnats du monde en salle | Sopot            | 2e       | 60 m haies  | 7 s 85        |
| 2014 | Jeux du Commonwealth           | Glasgow          | 1re      | 100 m haies | 12 s 67       |
| 2017 | Championnats du monde          | Londres          | 1re      | 100 m haies | 12 s 59       |
| 2017 | Ligue de diamant               | Ligue de diamant | 1re      | 100 m haies | 12 s 55       |
| 2019 | Relais mondiaux de l'IAAF      | Yokohama         | 6e       | 4 x 100 m   | 44 s 62       |

### National
Elle est championne d'Australie 2006, 2007, 2011 et 2017 du 100 m haies, du 100 m en 2007 et 2011 et du 200 m en 2011 et 2015.

## Records
| Épreuve     | Épreuve   | Performance  | Lieu     | Date             |
| ----------- | --------- | ------------ | -------- | ---------------- |
| 100 m       | Plein air | 11 s 14      | Osaka    | 26 août 2007     |
| 200 m       | Plein air | 22 s 97      | Canberra | 7 février 2015   |
| 100 m haies | Plein air | 12 s 28 (AR) | Daegu    | 3 septembre 2011 |
| 60 m        | En salle  | 7 s 30       | Boston   | 7 février 2009   |
| 60 m haies  | En salle  | 7 s 73 (AR)  | Istanbul | 10 mars 2012     |

Elle détient également le record du monde Guinness du 100 mètres de course à l'œuf avec un temps de 16 s 59 établi à Sydney le 23 septembre 2013.

### Meilleures performances par année
| Année | Temps   | Date              | Lieu      | Rang Mondial |
| ----- | ------- | ----------------- | --------- | ------------ |
| 2003  | 14 s 01 | 22 mars 2003      | Sydney    | -            |
| 2004  | 13 s 30 | 15 juillet 2004   | Grosseto  | 115          |
| 2005  | 13 s 01 | 26 novembre 2005  | Brisbane  | 48           |
| 2006  | 12 s 95 | 17 septembre 2006 | Athènes   | 39           |
| 2007  | 12 s 71 | 5 mai 2007        | Osaka     | 12           |
| 2008  | 12 s 53 | 29 juillet 2008   | Monaco    | 5            |
| 2009  | 12 s 50 | 28 juillet 2009   | Monaco    | 5            |
| 2010  | 12 s 57 | 6 août 2010       | Stockholm | 3            |
| 2011  | 12 s 28 | 3 septembre 2011  | Daegu     | 1            |
| 2012  | 12 s 35 | 7 août 2012       | Londres   | 1            |
| 2013  | 12 s 50 | 17 août 2013      | Moscou    | 5            |
| 2014  | 12 s 59 | 22 février 2014   | Perth     | 8            |
| 2015  | 12 s 59 | 29 mars 2015      | Brisbane  | 9            |
| 2016  | 13 s 14 | 9 juin 2016       | Oslo      | 116          |
| 2017  | 12 s 48 | 9 juillet 2017    | Londres   | 3            |
| 2018  | 12 s 68 | 4 février 2018    | Brisbane  | 12           |
| 2019  | 12 s 70 | 19 mai 2019       | Osaka     | 17           |